# (73011) 2002 EC44
(73011) 2002 EC44 – planetoida z pasa głównego asteroid okrążająca Słońce w ciągu 4,4 lat w średniej odległości 2,69 j.a. Odkryta 12 marca 2002 roku.